# Війни Османської імперії
Війни Османської імперії

## За хронологією

### Злет (1299—1453)
- 1299–1453 Візантійсько-османські війни
  - 1341–1347 Громадянська війна у Візантії
  - 1373–1379 Громадянська війна у Візантії
  - 1453 Взяття Константинополя
- 1340–1396 Болгарсько–османські війни
  - 1395 Битва при Нікополі
- 1366–1526  Османсько-угорські війни
  - 1395 Битва при Нікополі
- 1371–1459  Османсько-сербські війни
  - 1389 І битва на Косовому полі
  - 1448 ІІ битва на Косовому полі
- 1402 Османсько-тимуридська війна
  - 1402 Битва при Анкарі
- 1402–1413 Османське міжсултання
- 1404 Повстання Констянтина і Фружина (болгарське повстання)
- 1416–1420 Повстання Бедреддіна
- 1420–1476 Молдавсько–османські війни
- 1432–1478 Османсько-албанські війни
  - 1447–1448 Албансько-венеційська війна
- 1443–1444 Довгий похід
  - 1444 Битва під Варною

### Зростання (1453—1606)
- 1463–1479  І Венеційсько-османська війна
- 1473 Османсько-Ак-Коюнлуська війна
  - 1473 Битва при Отлукбелі
- 1485–1491  І Мамлюцько-османська війна
- 1485–1503  І Польсько-османська війна
- 1493–1593 Столітня хорватсько-османська війна
  - 1593 Битва при Сісаку
- 1499–1503  ІІ Венеційсько-османська війна
- 1509–1513 Османська громадянська війна
- 1511 Повстання Шахкулу
- 1514  І Персько-османська війна
  - 1514 Битва при Чалдирані
- 1516–1517  ІІ Мамлюцько-османська війна
- 1519–1659 Повстання джеллалі
- 1521–1718  Османсько-габсбурзькі війни
- 1521–1538  І Австрійсько-османська війна
- 1529–1533  ІІ Австрійсько-османська війна
- 1530–1552 Мала війна в Угорщині
- 1532–1555  ІІ Персько-османська війна
- 1537–1540  ІІІ Венеційсько-османська війна
- 1538–1557 Португальсько-османські конфлікти
- 1540-1547  ІІІ Австрійсько-османська війна
- 1552-1559  IV Австрійсько-османська війна
- 1558 Expedition to Mostaganem
- 1558–1563 Португальсько-османські конфлікти (1558–66)
- 1559 Османська громадянська війна
- 1566-1568  V Австрійсько-османська війна
- 1568–1570  І Московсько-османська війна
- 1570–1573  IV Венеційсько-османська війна
- 1578–1590  ІІІ Персько-османська війна
  - 1578 Кавказький похід
- 1580–1589 Португальсько-османські конфлікти
- 1585 Ottoman–Druze War
- 1589 Beylerbeyi Event
- 1593–1606 Довга турецька війна
  - 1593-1606  VI Австрійсько-османська війна
- 1593–1617 Moldavian Magnate Wars
- 1598 First Tarnovo Uprising
- 1603–1618  IV Персько-османська війна

### Стагнація (1606—1699)
- 1611–1613 Ottoman–Druze War
- 1620–1621  ІІ Польсько-османська війна
- 1622–1628 Abaza rebellion
- 1623–1639  V Персько-османська війна
- 1631–1635 Ottoman–Druze War
- 1633-1634  ІІІ Польсько-османська війна
- 1645-1669  Критська війна (V Венеційська)
- 1648 Atmeydanı Incident
- 1656 Çınar Incident
- 1658–1667 Druze power struggle
- 1663–1664  VII Австрійсько-османська війна
- 1672–1676  IV Польсько-османська війна
  - 1672 Взяття Кам'янця
- 1676–1681  ІІ Московсько-османська війна
- 1683–1699 Велика турецька війна
  - 1683–1699  VIII Австрійсько-османська війна
    - 1683 Битва під Віднем; 1687 ІІ Битва під Могачем; 1697 Битва під Зентою

  - 1683–1699  V Польсько-османська війна
    - 1683 Битва під Віднем, битва під Парканами; 1683-1691 Молдавські походи; 1698 Битва під Підгайцями

  - 1684–1699  І Морейська війна (VI Венеційська)
  - 1686–1700  ІІІ Московсько-османська війна
    - 1695-1696 Азовські походи
- 1686 ІІ Тирновське повстання
- 1688 Чипровське повстання (болгарське)
- 1689 Повстання Карпоша (болгарське)

### Занепад (1699—1792)
- 1700–1721 Велика Північна війна
  - 1710—1713  IV Московсько-османська війна
    - 1711 Прутський похід
- 1703 Edirne event
- 1714–1718  ІІ Морейська війна (VII Венеційська)
- 1716–1718  IX Австрійсько-османська війна
- 1722–1727  VI Персько-османська війна
- 1730 Patrona Halil
- 1730–1735  VII Персько-османська війна
- 1735–1739  I Російсько-османська війна (V Московська)
- 1737–1739   X Австрійсько-османська війна
- 1743–1746  VIII Персько-османська війна
- 1768–1774  II Російсько-османська війна (VI Московська)
- 1770 Orlov Revolt
- 1775–1776  IX Персько-османська війна
- 1787–1791  XI Австрійсько-османська війна
- 1787–1792  III Російсько-османська війна (VII Московська)

### Розпад (1792—1922)
- 1793–1795 Tripolitanian civil war
- 1798–1801 French campaign in Egypt and Syria
- 1801–1805 First Barbary War
- 1803 Souliote War
- 1803–1807 Muhammad Ali's seizure of power
- 1804–1815  Сербська війна за незалежність
  - 1804–1813 І Сербське повстання
  - 1815–1817 ІІ Сербське повстання
- 1806–1812  IV Російсько-османська війна (VIII Московська)
- 1807 Rebellion of Kabakçı Mustafa
- 1807–1809  Британсько-османська війна
- 1811–1818  Саудівсько-османська війна
- 1815 Second Barbary War
- 1816 Bombardment of Algiers
- 1821–1832  Грецька війна за незалежність
- 1821 Wallachian uprising of 1821
- 1821–1823  X Персько-османська війна
- 1828–1829  V Російсько-османська війна (IX Московська)
- 1829–1830 Revolt of Atçalı Kel Mehmet
- 1830–1837  Французько-османська війна
- 1831–1832 Great Bosnian uprising
- 1831–1833  І Єгипетсько-османська війна
- 1833–1839  І Албанське повстання
- 1834 1834 Arab revolt in Palestine
- 1835–1858 Libyan revolt
- 1838 1838 Druze revolt
- 1839–1841  ІІ Єгипетсько-османська війна
- 1843–1844  ІІ Албанське повстання
- 1847  ІІІ Албанське повстання
- 1848  Волоська революція
- 1853–1856  Кримська війна (X Московська або VI Російська)
- 1854 Epirus Revolt of 1854
- 1858 Battle of Grahovac
- 1860 Lebanon conflict
- 1861–1862 Montenegrin–Ottoman War
- 1866–1869 Cretan Revolt
- 1876 Razlovtsi insurrection
- 1876–1878 Montenegrin–Ottoman War (1876–78)
- 1877–1878  VII Російсько-османська війна (XI Московська)
- 1878 Epirus Revolt of 1878
- 1878 Austro-Hungarian occupation of Bosnia and Herzegovina
- 1894 Sasun rebellion
- 1895–1896 Zeitun Rebellion
- 1897  І Грецько-османська війна
- 1903 Ilinden–Preobrazhenie Uprising
- 1904 Sasun Uprising
- 1904–1908 Macedonian Struggle
- 1909–1910 Hauran Druze Rebellion
- 1910  IV Албанське повстання
- 1911–1912  Італійсько-османська війна
- 1912–1913  І Балканська війна
- 1913  ІІ Балканська війна
- 1914–1918 Перша світова війна, на боці Центральних держав
  - 1914–1918  Кавказька війна (XII Московська або VII Російська)
- 1918–1920 Armenian–Azerbaijani War
- 1918–1920 Revolt of Ahmet Anzavur
- 1919 Russian Civil War
- 1920 Kuva-yi Inzibatiye
- 1919–1922  ІІ Грецько-османська війна
- 1919–1923 Турецька війна за незалежність

## За країною

### Московія / Росія
- 1568–1570 І Московсько-османська війна
- 1676–1681 ІІ Московсько-османська війна
- 1686–1700 ІІІ Московсько-османська війна (складова Великої Турецької війни)
- 1710—1713 IV Московсько-османська війна (складова Великої Північної війни)
- 1735–1739 I Російсько-османська війна (V Московська)
- 1768–1774 II Російсько-османська війна (VI Московська)
- 1787–1792 III Російсько-османська війна (VII Московська)
- 1806–1812 IV Російсько-османська війна (VIII Московська)
- 1828–1829 V Російсько-османська війна (IX Московська)
- 1853–1856 Кримська війна (X Московська або VI Російська)
- 1877–1878 VII Російсько-османська війна (XI Московська)
- 1914–1918 Кавказька війна (XII Московська або VII Російська; складова І Світової війни)

### Персія
- 1514 І Персько-османська війна
- 1532–1555 ІІ Персько-османська війна
- 1578–1590 ІІІ Персько-османська війна
- 1603–1618 IV Персько-османська війна
- 1623–1639 V Персько-османська війна
- 1722–1727 VI Персько-османська війна
- 1730–1735 VII Персько-османська війна
- 1743–1746 VIII Персько-османська війна
- 1775–1776 IX Персько-османська війна
- 1821–1823 X Персько-османська війна

### Польща
- 1485–1530 І Польсько-османська війна
- 1620–1621 ІІ Польсько-османська війна
- 1633-1634 ІІІ Польсько-османська війна
- 1672–1676 IV Польсько-османська війна
- 1683–1699 V Польсько-османська війна (складова Великої Турецької війни)